# 1778 en Grèce ottomane
Chronologie de la Grèce
- 1774
- 1775
- 1776
- 1777
- 1778
- 1779
- 1780
- 1781
- 1782

Cette page concerne les évènements survenus en 1778 en Grèce ottomane  :

## Événement
- Construction, en 70 ou en 108 jours, de la Muraille de Haseki, autour d'Athènes.
- Une flotte grecque de soixante-dix navires, rassemblée par Lambros Katsonis, harcèle les escadres turques en mer Égée, capture l'île de Kastellórizo et engage la flotte turque dans des batailles navales, jusqu'en 1790.

## Naissance
- Ugo Foscolo, écrivain et poète italien.
- Augustínos Kapodístrias, homme d’État.
- Anagnóstis Sriftómbolas (el), chef révolutionnaire.
- Ioánnis Vaptistís Theotókis (el), personnalité politique.
- Melétis Vasilíou (el), chef révolutionnaire.